# Frații Hurmuzachi
Frații Hurmuzachi, Alexandru (1823-1871), Constantin (1811-1869), Eudoxiu (1812-1874), Gheorghe (1817-1882) și Nicolae (1826-1909) au fost membri ai unei vechi familii de boieri din Bucovina care aveau moșie în Cernăuca. Au fost activiști ai renașterii naționale a României în Bucovina. Au fost cunoscuți în general ca avocați, istorici și aristocrați de vază.
Proprietatea lor a fost centru de activitate pentru revoluționarii de la 1848, iar ei au ajutat material și financiar naționaliștii exilați. La inițiativa fraților Hurmuzachi a luat ființă ziarul Bucovina, prima gazetă care se tipărea în două limbi (germană și română).
Tatăl lor era Doxachi (Doxache, Doxaki) Hurmuzachi (Hurmuzaki).
Eudoxiu și Alexandru Hurmuzachi au fost membri ai Academiei Române.
În 2012, la inițiativa Fundației culturale Casa Limbii Române, a fost dezvelită o placă memorială dedicată fraților Hurmuzachi la reședința acestora din Cernăuți, vizavi de biserica Sfânta Parascheva.

Frații Hurmuzachi. În picioare, de la stânga la dreapta: Nicolae, Constantin, Alexandru. Așezați, de la stânga la dreapta: Eudoxiu, Gheorghe.
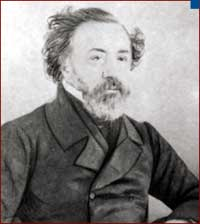
Constantin Hurmuzachi
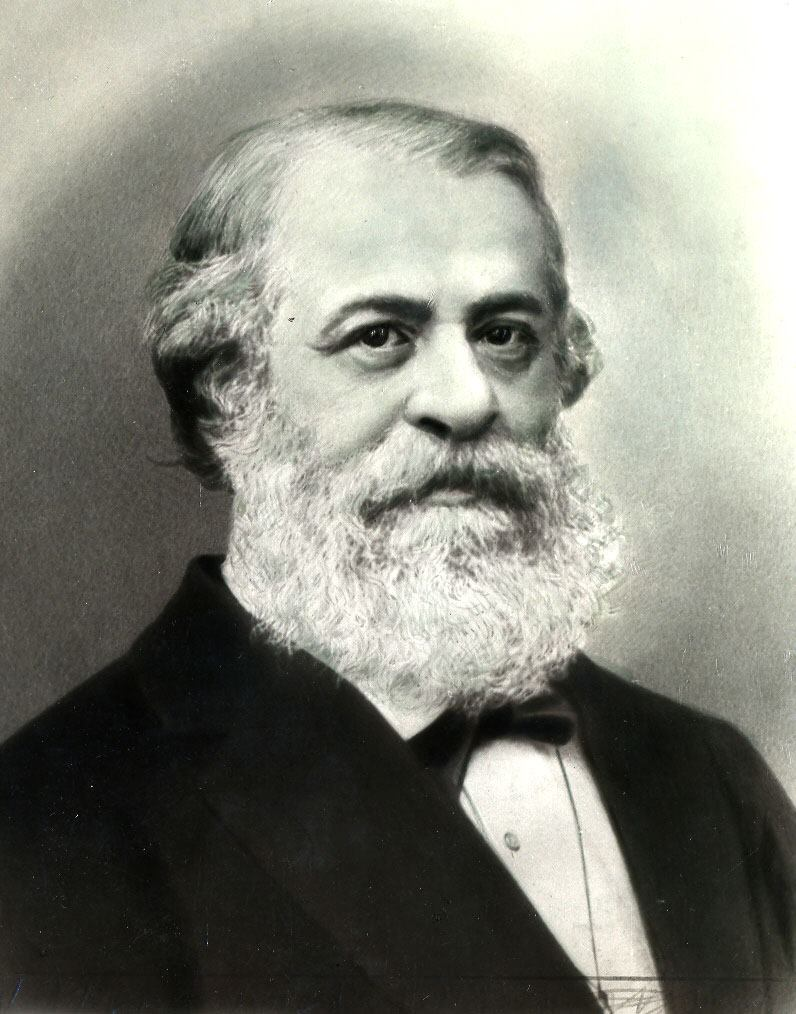
Eudoxiu Hurmuzachi
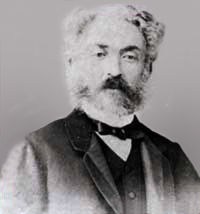
Alexandru Hurmuzachi
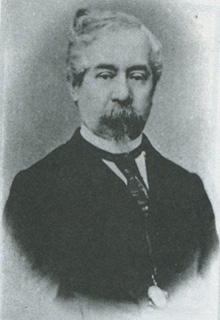
Gheorghe Hurmuzachi